# Associazione Sportiva Manfredonia 1939-1940
Questa voce raccoglie le informazioni riguardanti l'Associazione Sportiva Manfredonia nelle competizioni ufficiali della stagione 1939-1940.
| N. |                   | Ruolo | Calciatore          |
| -- | ----------------- | ----- | ------------------- |
|    | Italia (bandiera) | A     | Apicelli            |
|    | Italia (bandiera) | C     | Giuseppe Attanasio  |
|    | Italia (bandiera) | D     | Andrea Basta        |
|    | Italia (bandiera) | P     | Libio Beltramme     |
|    | Italia (bandiera) | P     | Michele Brigida     |
|    | Italia (bandiera) | A     | Vittorio Capasso    |
|    | Italia (bandiera) | C     | Giuseppe Casalino   |
|    | Italia (bandiera) | A     | Salvatore Ciuffrida |
|    | Italia (bandiera) | D     | Angiolo Esposito    |
|    | Italia (bandiera) | D     | Luigi Foglia        |

| N. |                   | Ruolo | Calciatore             |
| -- | ----------------- | ----- | ---------------------- |
|    | Italia (bandiera) | D     | Damiano Gelsomino      |
|    | Italia (bandiera) | A     | Michele Giansaspro     |
|    | Italia (bandiera) | A     | Giuffreda              |
|    | Italia (bandiera) | D     | Giovanni Grego         |
|    | Italia (bandiera) | D     | Tommaso Irace          |
|    | Italia (bandiera) | A     | Pompeo La Torre        |
|    | Italia (bandiera) | A     | Antonio Minuto         |
|    | Italia (bandiera) | D     | Pasquale Mondelli      |
|    | Italia (bandiera) | C     | Antonio Rinaldi (I)    |
|    | Italia (bandiera) | A     | Francesco Rinaldi (IV) |